# Чапаево (Давлекановский район)
Чапа́ево (баш. Сапай) — село в Давлекановском районе Республики Башкортостан Российской Федерации. Входит в состав Кидрячевского сельсовета.

## География

### Географическое положение
Расстояние до:
- районного центра (Давлеканово): 47 км,
- центра сельсовета (Кидрячево): 3 км,
- ближайшей ж/д станции (Давлеканово): 47 км.

## Население
| 2002 | 2009 | 2010 |
| ---- | ---- | ---- |
| 426  | ↗441 | ↗444 |

### Национальный состав
Согласно переписи 2002 года, преобладающая национальность — башкиры (98 %).